# Aéré M'Bar
Aéré M'Bar är en kommun i departementet Bababé i regionen Brakna i Mauretanien. Kommunen hade 16 270 invånare år 2013.